# رتبة دبلوماسية

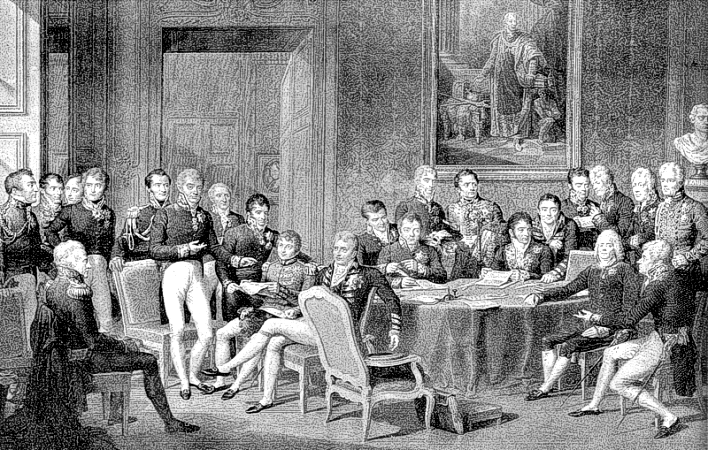
مؤتمر فيينا بريشة جان باتيست إزابيه (1767-1855)

درجات الرتب الدبلوماسية هو أول النظم الدولية القانونية التي استمدت مصدرها الأساسي من العرف الدولي وثلاث أسس أخرى إلى جانبه، وهي المعاهدات، القوانين الداخلية، والمحاولات الدولية لتقنين القانون الدبلوماسي. يقصد بالعرف كمصدر من مصادر القانون الدبلوماسي مجموعة القواعد القانونية غير المكتوبة التي تنشأ من استمرارية سلوك الأفراد في مسألة معينة على وجه معين مع إيمانهم في إلزامها وضرورة احترامها، ويعتبر الركن المادي والمعنوي الركنان الأساسيان للعرف الدولي ويمثل الأول يتمثل في الاعتياد على سلوك معين وهو ما يسمى بالعادة والثاني يتمثل في الشعور بإلزام هذه العادة التي اضطرد على ابتاعها. أما المحاولات الدولية لتقنين القانون الدبلوماسي فكان من أهمها لائحة فيينا -التي صدرت عن مؤتمر فيينا- لمرتبة الممثلين الدبلوماسيين عام 1815، ثم تطور الأمر ليصبح الأمر محل للاتفاقيات الدولية حيث حققت اتفاقية لاشابل في هافانا عام 1928 في شأن الامتيازات والحصانات الدبلوماسية، بالإضافة للعدد من الاتفاقيات الثنائية والتي تتناول تنظيم بعثاتها الدبلوماسية وقواعد تبادل المبعوثين الدبلوماسية، وبجانب هذه الاتفاقيات فقد حاولت الدول في إطار تشريعاتها الداخلية تقنين قواعد العرف الدولي في هذا المجال.

## درجات التمثيل
هناك اتجاهين في حق تبادل التمثيل الدبلوماسي فالفريق الأول يرى أنه أحد الحقوق التي يتمتع بها أشخاص القانون الدولي العام فهو أحد الحقوق الطبيعية اللصيقة بأشخاص القانون الدولي ومن ثم هناك التزاماً على الدول أن تستقبل البعثات الدبلوماسية للدول الأخرى وأن لها حق إرسال بعثاتها لدى الدول الأخرى. ويذهب الفريق الثاني إلى حرية الدولة بقبول التبادل الدبلوماسي من دونه استناداً إلى استقلال وسيادة الدولة على إقليميها، كما وأن القواعد الدولية الاتفاقية خالية من أي نص صريح بإلزام الدولة بتبادل العلاقات الدبلوماسية مع غيرها من الدول. وقد جائت اتفاقية فينا بالحسم في هذا الموضوع حيث أقرت أن يكون التبادل مبني على رضا الدولة، والراجح أن حق الاتصال الدبلوماسي ما هو إلا مجرد رخصة للدولة في أن تدخل مع غيرها في علاقات دبلوماسية دون اعتراض من جانب الدول الأخرى على ذلك.
يكون تكوين البعثة الدبلوماسية كالتالي:
رئيس البعثة هو المسئول عن بعثته، ويتولى تمثيل الدولة والإشراف على أعمال البعثة وأفرادها ويتعين أن توافق الدولة الموفد إليها على شخص رئيس البعثة، كما يجوز لرئيس البعثة أن يمثل أكثر من دولة أو يمثل دولته في أكثر من دولة، وعلى رئيس البعثة أن يقدم أوراق اعتماده، والتي تتضمن صفته التمثيلية إلى رئيس الدولة الموفد إليها. وحسب اتفاقية فينا مراتب رؤساء البعثات الدبلوماسية على النحو التالي:
| مرتبة السفراء وممثلي البابا                  | يكون اعتمادهم شخصياً من رئيس الدولة التي يتبعونها، وتصدر أوراق اعتمارهم موجهة إلى رئيس الدولة المعتمدين لديها، ويطلق على البعثة التي يرأسها سفير اسم السفير. |
| مرتبة الوزراء المفوضين والمندوبين فوق العادة | يكون اعتمادهم من رئيس دولتهم لدى رئيس الدولة المعمتدين لديها ولكن تأتي مرتبتهم تالية لمرتبة السفراء، وتسمى البعثة التي يرأسها هؤلاء باسم مفوضية.            |
| مرتبة القائمين بالأعمال                      | يعتبرون مبعوثين من قبل وزير الخارجية لدى وزير خارجية الدولة المعتمدين لديها وليس من قبل رؤساء دولهم، ويعتبرون في مركز أقل أهمية من مراكز الدرجات السابقة.   |

جنبا إلى جنب مع رئيس البعثة ومراتبهم الثلاث التي من الممكن أن يمثلو بها دولهم يكون هناك أجزاء أخرى للبعثة وهي أربعة. موظف البعثة وهم الأشخاص الذي تعينهم الدولة الموفدة لمعاونة رئيس البعثة في المهام الموكولة إليه في الدولة الموفد لديها. الموظفون الإداريون والفنيون، مستخدموا البعثة، وأخيرا الخدم الخصوصيون وهم لا يكون لهم علاقة بالعلاقات الدبلوماسية ولا يكونون من مستخدمي الدولة الموفدة بل دورهم يقتصر على خدمة البعثة نفسها. يقع ضمن اختصاصات المبعوثين الدبلوماسيين ثلاث أمور وهي تمثيل الدولة لدى الدولة المستضيفة، والتفاوض والتشاور مع وزير خارجية الدولة المعتمد لديها وأيضا مراقبة الحوادث والتطورات المختلفة في كافة الميادين.